# セルジュ・ジラール
セルジュ・ジラール（Serge Girard, 1953年-）は、フランスの超長距離ランナー。

## 人物
フランスのルアーブル市に生まれ、30歳から本格的なランニングを始める。これまでに北アメリカ、南アメリカ、オーストラリア、アフリカ、ユーラシアの各大陸において、休息日なしでの大陸横断走破に成功した。
フランスの保険会社AGFに勤務するサラリーマンで、3児（Nicolas, Thomas, Sébastien）の父。

## 主な記録
- 1997年：北アメリカ大陸横断 （ロサンゼルス→ニューヨーク）

4,597km ＠52日23時間20分（世界記録）
- 1998年：屋外トラック1,300kmのフランス記録を樹立

11日11時間49分44秒にて走破（114km／日）
- 1999年：オーストラリア大陸横断 （パース→シドニー）

3,755km ＠46日23時間12分（当時の世界記録）
※この記録は2005年5月、ドイツの Achim Heukenes によって破られた。
- 2001年：南アメリカ大陸横断 （リマ→リオデジャネイロ）

5,235km ＠73日3時間40分（世界記録）
- 2003-2004年：アフリカ大陸横断 （ダカール→カイロ）

8,295km ＠123日2時間40分（世界記録）
- 2005-2006年：ユーラシア大陸横断 （パリ→東京）

19,097km ＠260日17時間52分（世界記録）

## その他
- 大陸横断走破に関する書籍が4冊出版された。
- オーストラリア、南アメリカ、アフリカ大陸横断の52分映画が4本制作された。
- 映画がフランス全土（スポーツクラブや学校、映画館）で上映された後に行った講演は300を超える。
- トレーニング時間は平均で1日6時間、週5日。